# Francis Han Tingbi
Francis Han Tingbi (chiń. 韩廷弼; pinyin Hán Tíngbì) (ur. 22 lutego 1908 w Jiu, zm. 21 grudnia 1991) – chiński duchowny katolicki, proprefekt apostolski i biskup Hongdongu, więzień za wiarę.

## Biografia
Urodził się 22 lutego 1908 we wsi Jiu w prefekturze Zhangzi, w prowincji Shanxi, w katolickiej rodzinie, która uciekła z Szantungu przed powstaniem bokserów.
22 lipca 1934 otrzymał święcenia prezbiteriatu.
W 1949 papież Pius XII mianował go proprefektem apostolskim Hongdongu. 18 kwietnia 1950 prefektura apostolska Hongdongu została podniesiona do rangi diecezji, a ks. Han Tingbi został jej pierwszym biskupem. 9 lipca 1950 przyjął sakrę biskupią z rąk nuncjusza apostolskiego w Chinach abpa Antonio Riberiego.
Jego pontyfikat przypadł na okres prześladowań Kościoła ze strony komunistów. Mimo trudności bp Francis Han Tingbi w latach 50. wyświęcił 14 nowych kapłanów. W 1958 za odmowę wyświęcania biskupów bez zgody papieża został aresztowany przez komunistów i skazany na obóz pracy przymusowej, gdzie pracował jako robotnik rolny. W tym też roku komunistyczny rząd wprowadził w Hongtongu program wyeliminowania religii. Księża zostali aresztowani, a katedra zburzona. Jawne życie religijne zanikło do 1980. W 1979 z obozu zwolniono bp Han Tingbi. Powrócił on do swojej diecezji, gdzie rok później otwarto nową katedrę w zwróconym przez władze kościele. Hierarcha odmówił założenia oddziału Patriotycznego Stowarzyszenia Katolików Chińskich w swojej diecezji, był jednak uznawany za legalnego biskupa przez rząd pekiński.
W 1982 bp Han Tingbi potajemnie konsekrował Josepha Sun Yuanmo, wyświęconego w 1948 byłego więźnia obozów pracy. Początkowo był on biskupem pomocniczym, a w 1991 został koadiutorem bp Han Tingbi i po jego śmierci w tym samym roku przejął obowiązki ordynariusza. Miał on uznanie zarówno Stolicy Apostolskiej jak i rządu ChRL.
Pod koniec życia bp Han Tingbi był ciężko chory.